# Copiocera prasina
Copiocera prasina är en insektsart som beskrevs av Rehn, J.A.G. 1916. Copiocera prasina ingår i släktet Copiocera och familjen gräshoppor. Inga underarter finns listade i Catalogue of Life.